# Dysphania ambrosioides
Dysphania ambrosioides (синонім Chenopodium ambrosioides L. — укр. лобода амброзієвидна, укр. лобода запашна) — вид квіткових рослин родини амарантові (Amaranthaceae).

## Систематика
Спершу вид був описаний у публікації 1753 році в Species Plantarum Карлом Ліннеєм під назвою Chenopodium ambrosioides. Вид був описаний у роді Dysphania Мосякіним та Клемантсом в Українському ботанічному журналі 59(4): 382. 2002
Основні синоніми:
- Ambrina ambrosioides (L.) Spach
- Ambrina parvula Phil.
- Ambrina spathulata Moq.
- Atriplex ambrosioides (L.) Crantz
- Blitum ambrosioides (L.) Beck
- Botrys ambrosioides (L.) Nieuwl.
- Chenopodium ambrosioidesL.
- Chenopodium integrifolium Vorosch.
- Chenopodium spathulatum Sieber ex Moq.
- Chenopodium suffruticosum subsp. remotum Vorosch.
- Chenopodium suffruticosum Willd.
- Orthosporum ambrosioides (L.) Kostel.
- Orthosporum suffruticosum Kostel.
- Teloxys ambrosioides (L.) W.A. Weber
- Vulvaria ambrosioides (L.) Bubani

## Опис
Однорічна або коротко-багаторічна, неправильно розгалужена рослина, яка може досягати росту 1,2 м. Стебла ребристі. Довгасті листки ланцетоподібні й можуть досягати 12 см в довжину. Маленькі й зелені квітки ростуть у волоті. Період цвітіння з липня до осені. Запилення зазвичай викликається вітром, але також можливе самозапилення. Плоди червоно-коричневі, яйцюваті, 0,6–1 × 0,4–0,5 мм.

## Середовище проживання
Батьківщина: США; Мексика; Беліз; Коста-Рика; Сальвадор; Гватемала; Гондурас; Нікарагуа; Панама; Французька Гвіана; Гаяна; Суринам; Венесуела; Аргентина; Чилі; Парагвай; Болівія; Колумбія; Перу. Широко натуралізований вид у тому числі по всьому Середземномор'ю.

## Використання
У мексиканській кухні вона використовується в багатьох стравах як приправа (ісп. epazote).
Активними інгредієнтами є ефірна олія (0,8-1 %) та аскарідол (60-80 %), це з'єднання є токсичним і не дуже приємне на смак. Як глистогінний засіб, особливо ефективний проти круглих черв'яків і нематод. Протипоказаний при вагітності і нирковій недостатності.

## Світлини

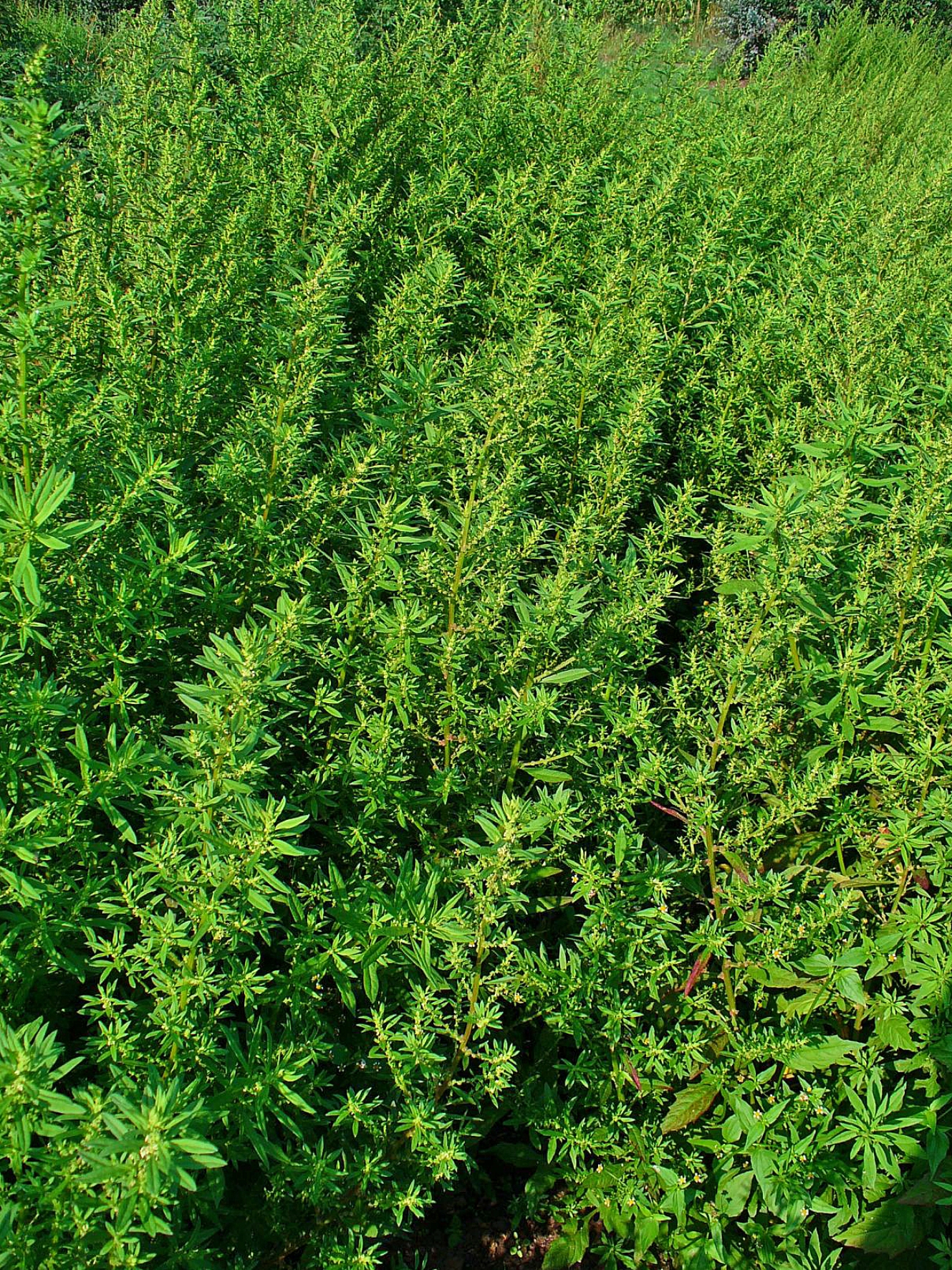
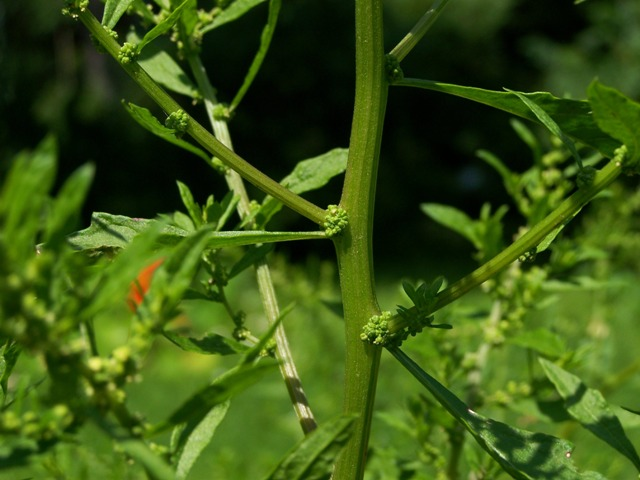
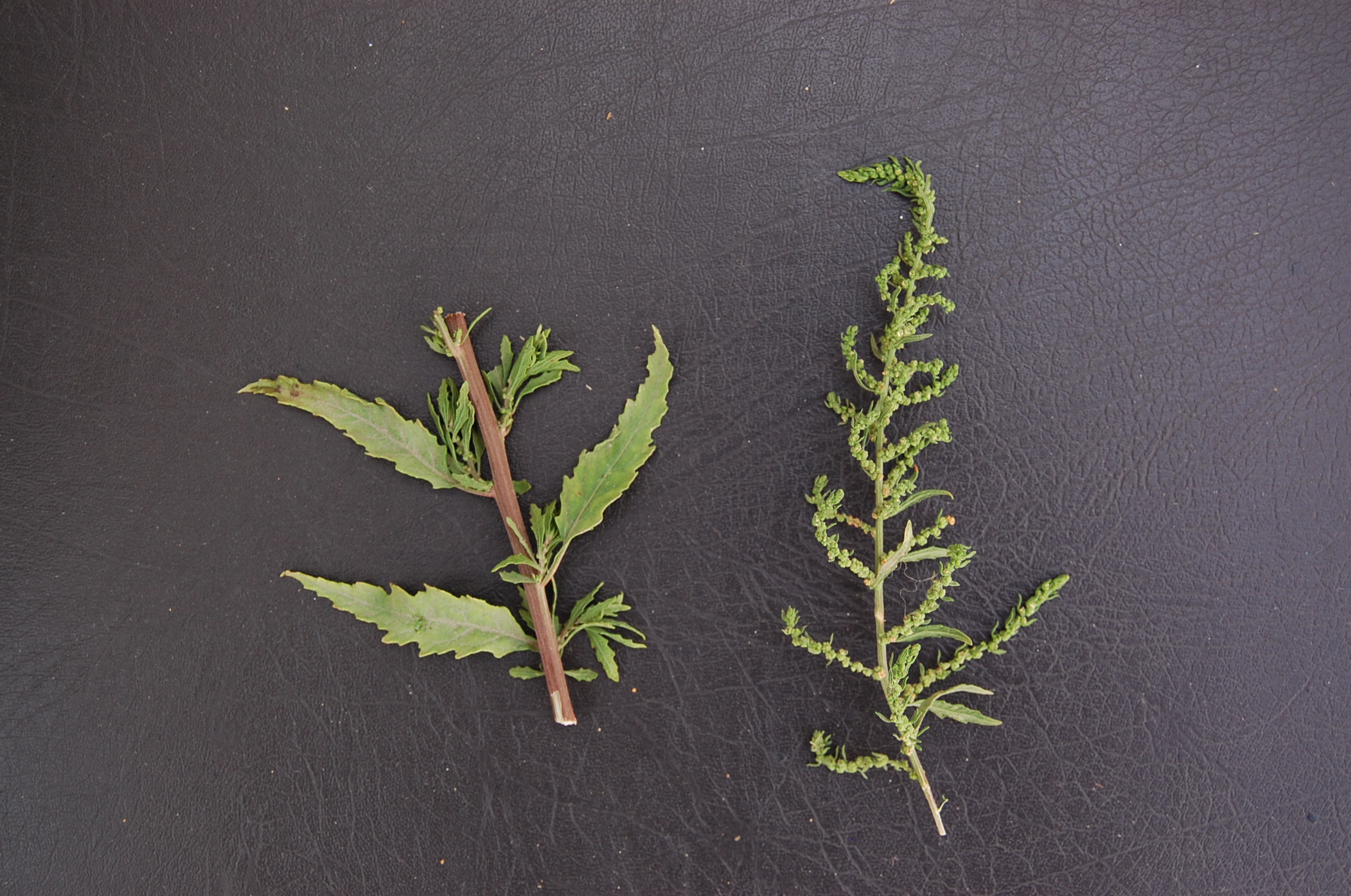
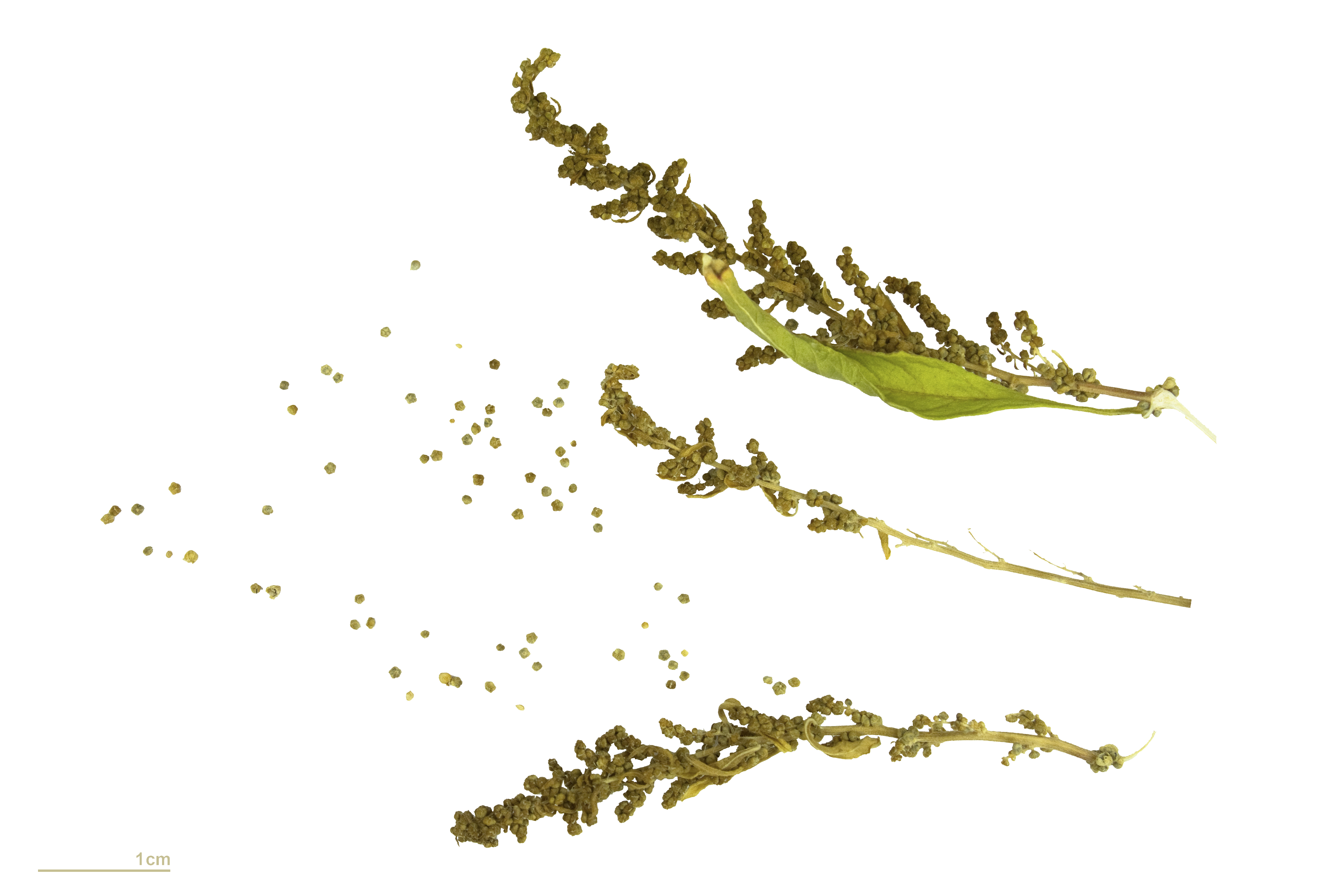